# 미완성 오벨리스크

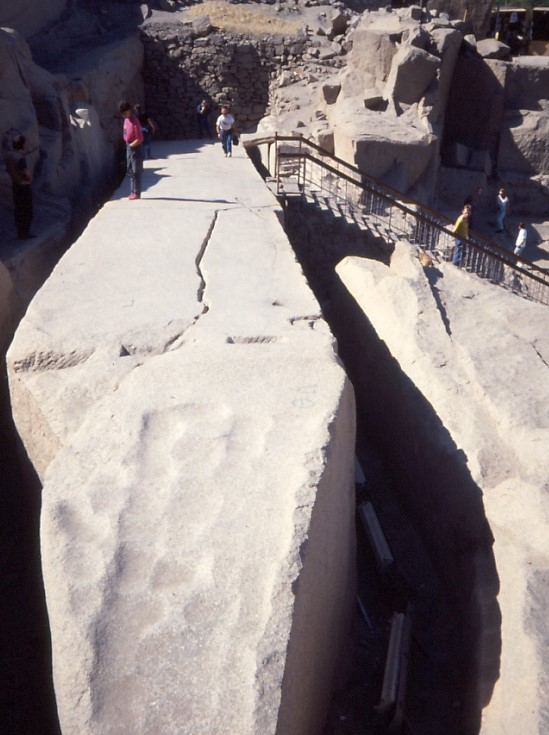
1990년 아스완 채석장의 미완성 오벨리스크

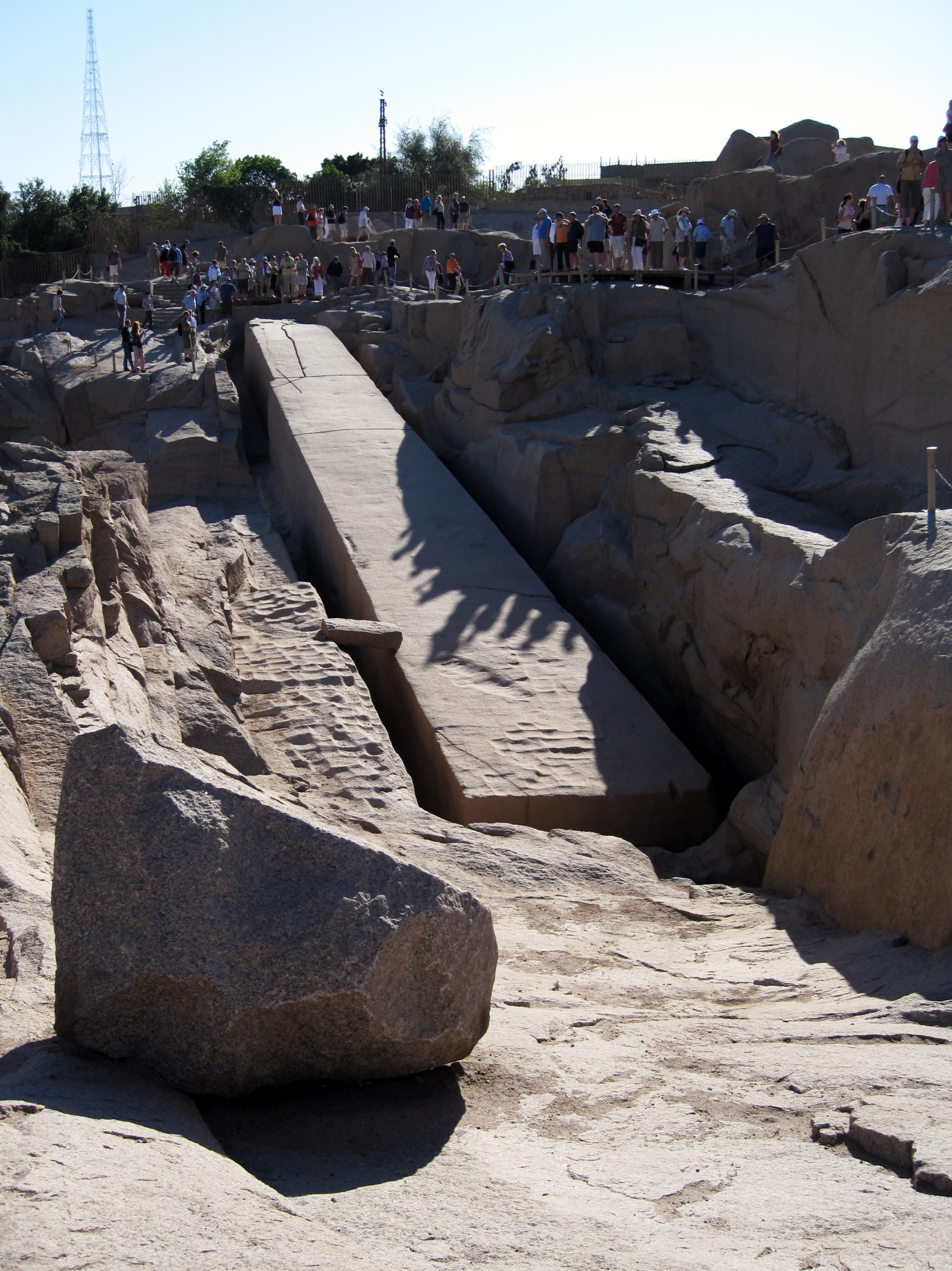
아스완의 미완성 오벨리스크

미완성 오벨리스크(unfinished obelisk)는 이집트 아스완의 채석지대 북부에 자리한 거대한 옛 오벨리스크를 말한다. 말 그대로 세워지지 못하고 미완성된 채 바닥에 누워 있는 상태로 남아 있다.

## 내력
미완성 오벨리스크는 하트셉수트 (기원전 1508~1458년) 여왕의 명으로 제작되기 시작했다. 지금의 라테라노 오벨리스크 (원래는 이집트 카르나크에 있다가 로마의 라테라노 궁전으로 옮겨 세워진 오벨리스크)에 해당되는 오벨리스크로 추정된다. 고대 이집트의 오벨리스크 중 가장 규모가 큰 것으로서 그간 세워진 제일 큰 오벨리스크보다도 3분의 1 정도가 더 컸다. 만약 완성되었더라면 오벨리스크의 높이는 대략 42m, 무게는 1200여톤에 달할 것으로 추정되며, 이는 아프리카 코끼리 200마리의 무게와 맞먹는다.
오벨리스크의 제작자들은 기반암에서 바로 오벨리스크를 깎아 옮기려 했던 것으로 보이나 화강암 부분에 균열이 가는 바람에 전체 계획이 취소된 것으로 추정된다. 오벨리스크의 바닥 부분은 여전히 기반암과 이어져 있는 상태이다. 미완성 오벨리스크는 고대 이집트의 석조 기술을 엿볼 수 있는 보기 드문 경험을 제공하며 인부들의 도구로 생긴 흔적과 황토색 선으로 작업부분을 표시한 것이 아직도 남아 있다.
2005년에는 미완성 오벨리스크 부근의 아스완 채석장에서 작업하다 말고 버려진 또다른 오벨리스크가 발견되기도 했다. 또 여기서 돌을 깎아낸 흔적과 유적들이 여럿 발견됐는데, 이에 따라 이집트의 유명한 오벨리스크들은 거의 다 여기서 제작된 것이 아니냐는 추정도 이뤄지고 있다. 아스완 채석장과 미완성 유적들은 야외 박물관으로 조성되어 있으며, 이집트 정부로부터 공식적으로 고고학 유적지로 보호받고 있다.

## 갤러리

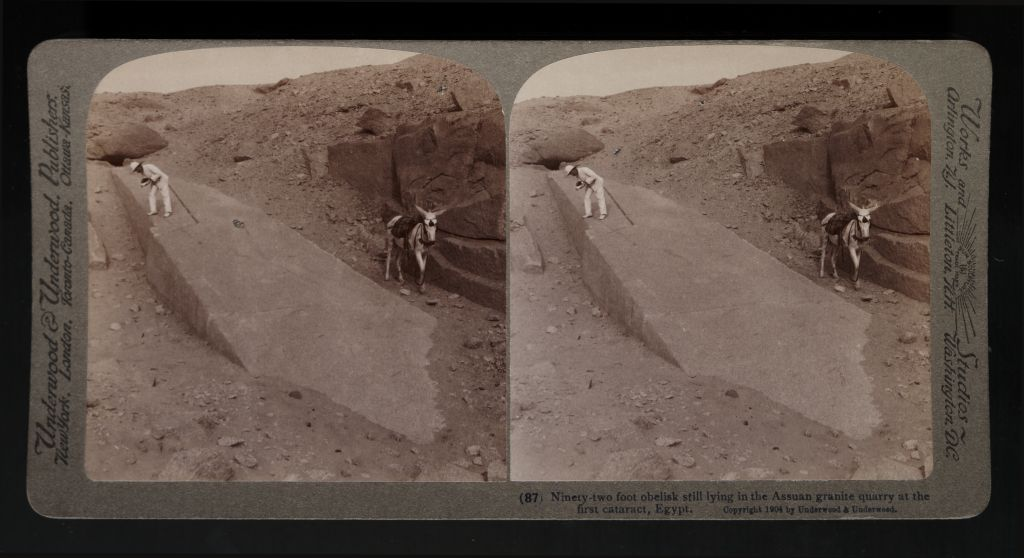
1904년 스테레오그래프로 찍은 오벨리스크. 지금과는 달리 모래가 완전히 치워지진 않은 상태다.
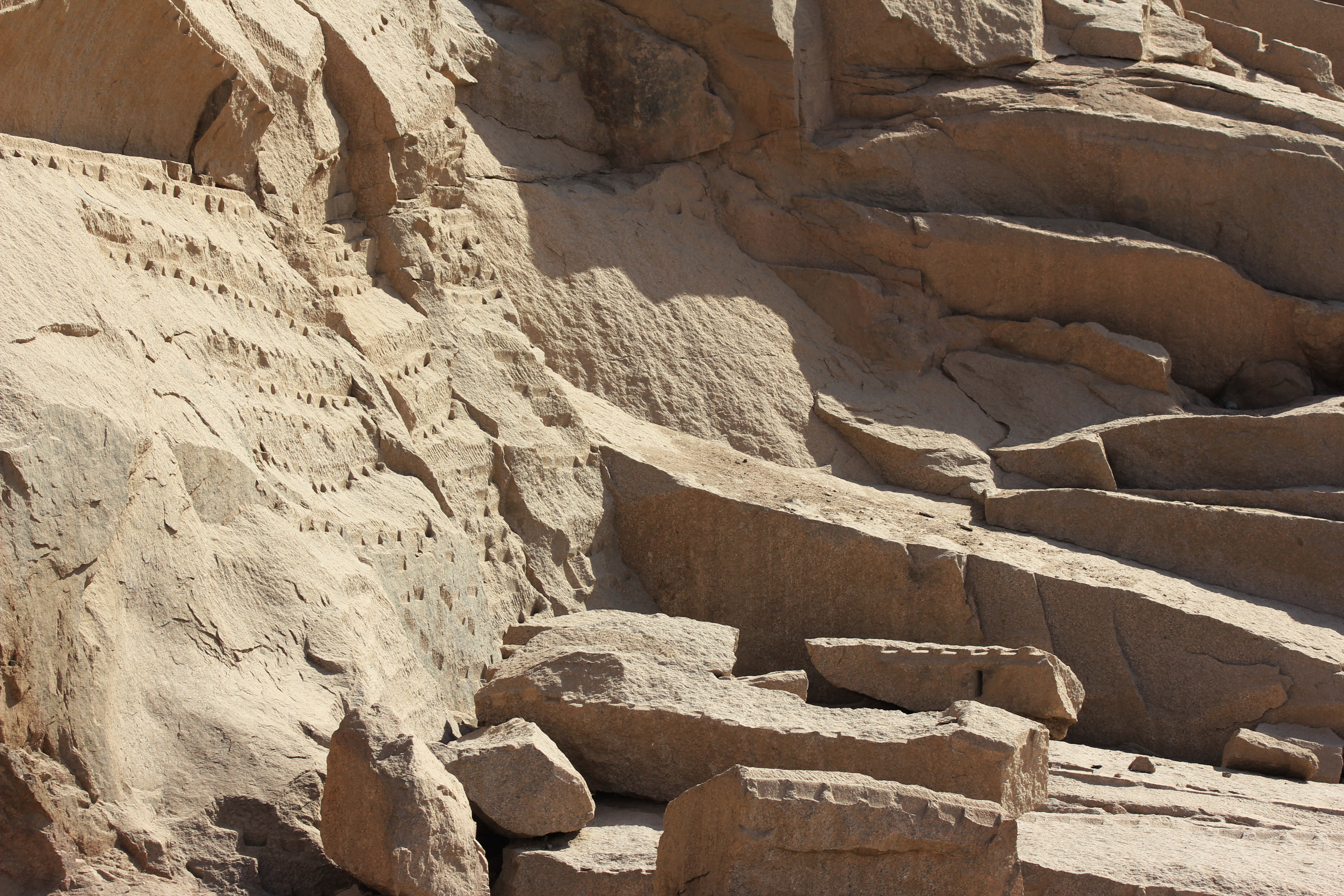
오벨리스크 채석장을 확대한 모습
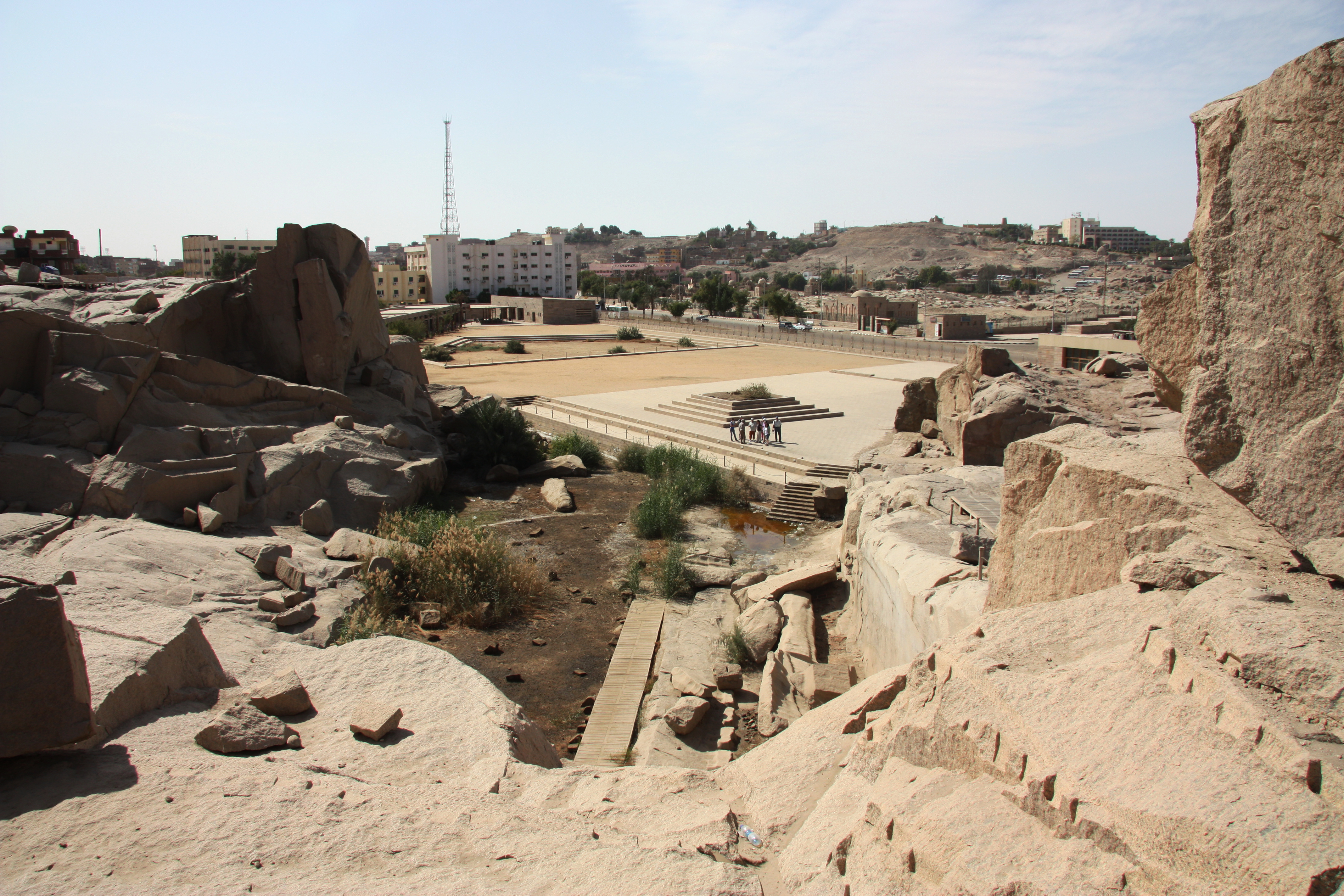
오벨리스크 채석장 풍경
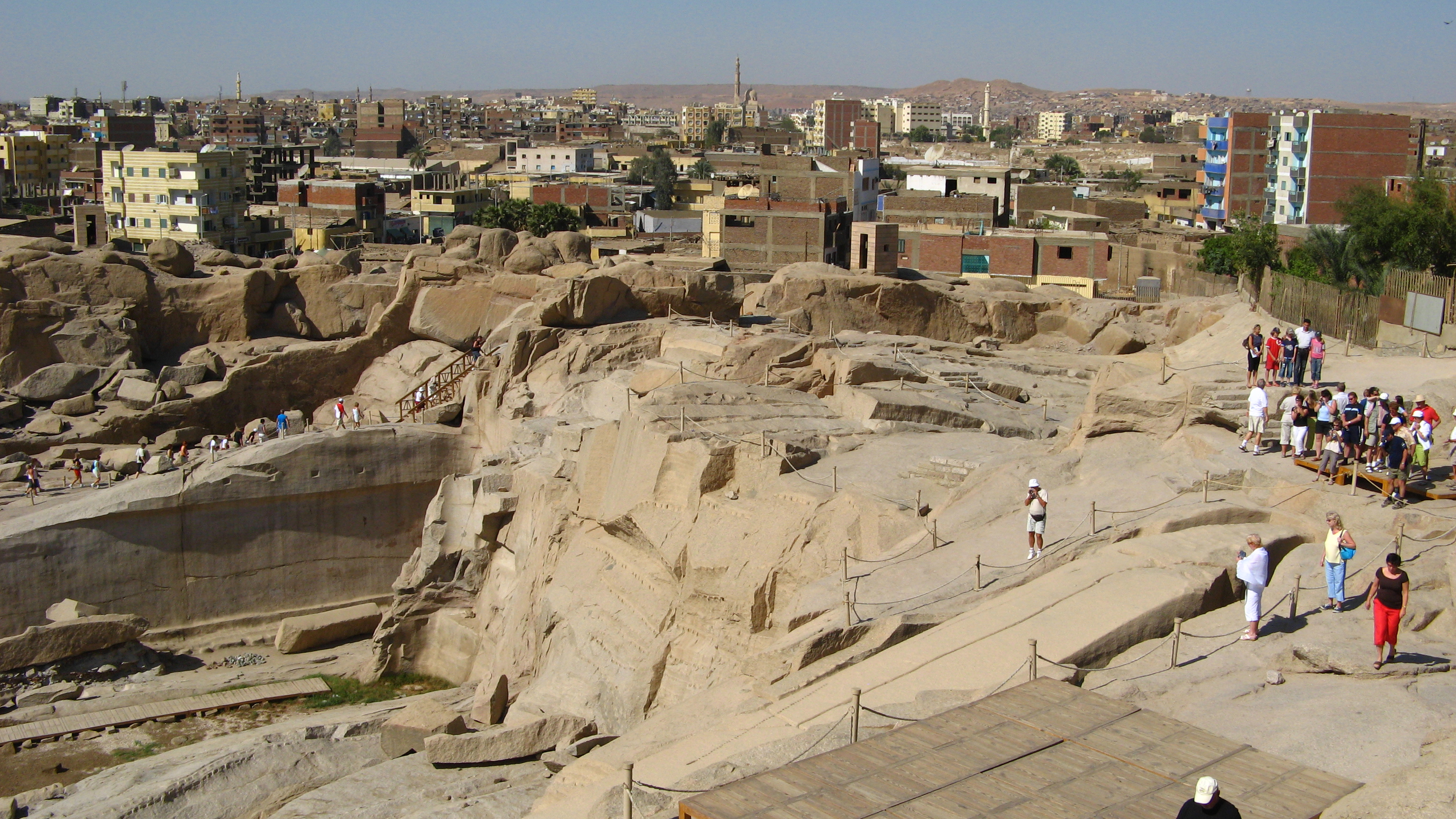
오벨리스크 채석장 풍경
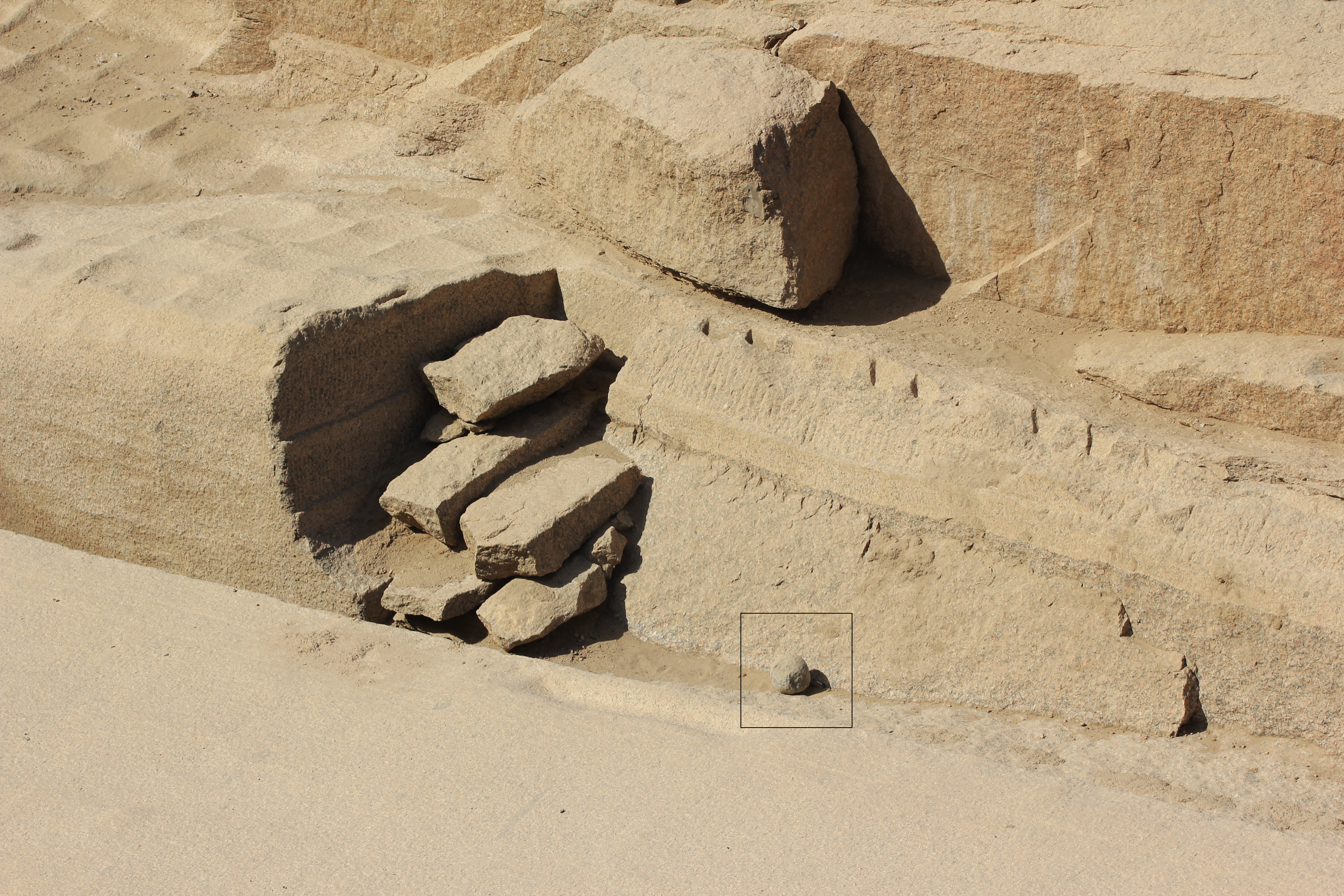
도구로 활용한 것으로 보이는 돌덩이

## 같이 보기
- 오벨리스크